# Mezolit (minerał)
Mezolit (mesolit) – minerał z gromady krzemianów, zaliczany do grupy zeolitów. Należy do grupy minerałów rzadkich. 
Nazwa pochodzi od gr. mesos = średni, środek i lithos = kamień, skała i oznacza „kamień znajdujący się w środku”: nawiązuje do chemicznego i fizycznego podobieństwa do natrolitu i skolecytu, między którymi stanowi ogniwo pośrednie. 

## Charakterystyka

### Właściwości
Tworzy kryształy o pokroju słupkowym, pręcikowym, igiełkowym i włosowym. Kryształy wykazują prążkowanie zgodne a wydłużeniem słupa. Często występują zbliźniaczenia – przyjmują postać pseudorombową. Występuje w skupienach zbitych, nerkowatych, groniastych, promienistych. Jest bardzo podobny zewnętrznie do skolecytu i natrolitu, z którymi tworzy zrosty i przerosty. Jest kruchy i przezroczysty. 

### Występowanie
Występuje w pustkach skał wulkanicznych. Współwystepuje z innymi zeolitami: phillipsytem, stilbitem, apofyllitem, natrolitem. 
Miejsca występowania:
- na świecie: Niemcy – Turyngia, Wielka Brytania - Irlandia Północna, Wyspy Owcze, Szkocja, Islandia, Grenlandia, Kanada – Nowa szkocja, USA – Kalifornia, Oregon, Australia,

- w Polsce został stwierdzony koło Lubania na Dolnym Śląsku (w trzeciorzędowych bazaltach).

#### Zastosowanie
- [potrzebny przypis]
- ma znaczenie naukowe.[potrzebny przypis]